# (9782) Edo
(9782) Edo est un astéroïde de la ceinture principale.

## Description
(9782) Edo est un astéroïde de la ceinture principale. Il fut découvert le 25 novembre 1994 à Ōizumi par Takao Kobayashi. Il présente une orbite caractérisée par un demi-grand axe de 2,55 UA, une excentricité de 0,16 et une inclinaison de 9,0° par rapport à l'écliptique.

## Compléments